# Malgasia pauliani
Malgasia pauliani är en insektsart som beskrevs av Lucien Chopard 1951. Malgasia pauliani ingår i släktet Malgasia och familjen Mogoplistidae. Inga underarter finns listade i Catalogue of Life.